# Mazda CX-9
La Mazda CX-9 és un vehicle tipus full size CUV fabricat per Mazda. Descrit sovint com a "modern station wagon", substitueix al Mazda MPV a Nord-amèrica. Va ser presentada el 13 d'abril de 2006 al New York International Auto Show i va posar-se a la venda el febrer de 2007.
La CX-9 està construïda sota la plataforma CD3, la mateixa que usa la Ford Edge; el seu aspecte se semblant a la Mazda CX-7; pot elegir-se en tracció davantera (de sèrie) o en tracció integral (en opció) pel model Grand Touring.
Aquest vehicle és fabricat a la planta Ujima 1 d'Hiroshima, Japó.